# شريك 4-دي
شريك 4-دي (بالإنجليزية: Shrek 4-D) والمعروف أيضًا باسم شبح اللورد فاركواد (بالإنجليزية: The Ghost of Lord Farquaad) هو فيلم كرتوني قصير لشريك عُرض في عام 2003 ومن إخراج سيمون ج. سميث

## نبذة قصيرة
أُكل اللورد فاركواد من قبل تنين ولكن شبحه عاد ولا يزال شريرًا ويحاول خطف فيونا، شريك والحمار يحاولان إنقاذها بمساعدة التنين

## طاقم التمثيل
- مايك مايرز بدور شريك
- إيدي ميرفي بدور الحمار
- كاميرون دياز بدور الأميرة فيونا
- جون ليثغو بدور شبح اللورد فاركواد
- كونراد فيرنون بدور جينجي
- كودي كاميرون بدور بينوكيو/ الخنازير الثلاثة الصغيرة
- سيمون ج. سميث بدور الفئران المكفوفين الثلاثة
- كريستوفر نايتس بدور ثلونيس
- فرانك ويلكر بدور التنين

## وصلات خارجية
- شريك 4-دي على موقع IMDb (الإنجليزية)
- شريك 4-دي على موقع ألو سيني (الفرنسية)
- شريك 4-دي على موقع أول موفي (الإنجليزية)
- شريك 4-دي على موقع فيلمافينيتي (الإسبانية)
- شريك 4-دي على موقع قاعدة بيانات الفيلم (الإنجليزية)
- شريك 4-دي على موقع ليتربوكسد (الإنجليزية)
- شريك 4-دي على موقع كينوبويسك (الروسية)

1. ↑  "معلومات عن شريك 4-دي على موقع imdb.com". imdb.com. مؤرشف من الأصل في 2019-09-09.
2. ↑  "معلومات عن شريك 4-دي على موقع csfd.cz". csfd.cz. مؤرشف من الأصل في 2019-12-09.
3. ↑  "معلومات عن شريك 4-دي على موقع ssl.ofdb.de". ssl.ofdb.de. مؤرشف من الأصل في 2020-07-13.